# کاستیار
کاستیار (به اسپانیایی: Castellar) یکی از دهستان‌های استان خائن در کشور اسپانیا است. این شهر با مساحت ۱۵۵٫۴۸ کیلومتر مربع، ۳۵۴۳ تن جمعیت دارد.